# George W. George
George W. George est un scénariste, producteur, réalisateur et monteur américain né le 8 février 1920 à New York, mort
le 7 novembre 2007.

## Filmographie

### Comme scénariste
- 1981 : My Dinner with Andre
- 1950 : L'Homme du Nevada (The Nevadan)
- 1950 : Peggy (en)
- 1950 : Le Sous-marin mystérieux (en) (Mystery Submarine)
- 1951 : Montagne rouge (Red Mountain)
- 1953 : La Cité des tueurs (City of Bad Men)
- 1955 : Le Fleuve de la dernière chance (Smoke Signal)
- 1955 : Desert Sands
- 1956 : Uranium Boom (en)
- 1957 : The Halliday Brand (en) de Joseph H. Lewis
- 1958 : Apache Territory (en)
- 1958 : The Son of Robin Hood
- 1961 : The Two Little Bears

### Comme producteur
- 1957 : L'Histoire de James Dean (The James Dean Story)
- 1961 : The Two Little Bears
- 1967 : Pretty Polly (L'Héritière de Singapour)
- 1968 : Twisted Nerve
- 1973 : Terreur dans la nuit (Night Watch)
- 1976 : Naughty Schoolgirls
- 1979 : Rich Kids

### Comme réalisateur
- 1957 : L'Histoire de James Dean (The James Dean Story)

### Comme monteur
- 1957 : L'Histoire de James Dean (The James Dean Story)